# Literatura em esperanto
Literatura em esperanto ou literatura esperantista é a literatura escrita em esperanto. Alguns classificam como literatura esperantista apenas as obras escritas diretamente em esperanto, outros consideram também as traduções. De forma geral toma-se a existência da literatura esperantista como a principal prova da vivacidade e natureza evolutiva do esperanto.  
O esperanto é a única língua planejada que desenvolveu, ao longo de mais de cem anos, uma literatura consistente, representada, entre outros, pelos escritores Kalman Kalocsay, Julio Baghy e William Auld. O esperanto é também a língua planejada que possui o maior acervo de obras literárias traduzidas. 

### Escolas
- Escola de Budapeste
- Grupo Espanhol
- Escola Ibérica
- A Patrulha
- Escola Escocesa

### Revistas e coleções
- Fonto
- Literatura Mondo
- Literatura Foiro

### Organizações
- Esperanta PEN-Centro
- Esperantlingva Verkista Asocio (EVA)

### Edições e séries de livros
- Ideala Esperanto-Biblioteko - KAVA-PECH
- Impeto
- LF-koop
- Literatura Mondo
- Pro Esperanto
- SAT
- Sferoj

### Catálogos na rede e buscas
- Trovanto

### Prêmios literários
- Internaciaj Floraj Ludoj
- Belartaj Konkursoj
- Premio La Verko de la Jaro
- LIRO - o Concurso Literário da revista La Ondo de Esperanto

### Literatura na rede
- eLibrejo
- Esperanta literaturo en la reto